# Blues Deluxe
 (janvier 2020).
Albums de Joe Bonamassa
So It's Like That Had to Cry Today
(2004)
Blues Deluxe, paru en 2003, est le troisième album studio du guitariste américain de blues rock Joe Bonamassa.

## L’album
Il contient huit reprises de morceaux de bluesmen noirs, l’adaptation d’une création de Rod Stewart avec Jeff Beck et trois compositions de Joe Bonamassa.

## Membres
- Joe Bonamassa: voix, guitares
- Eric Czar : basse
- Kenny Kramme : batterie
- Benny Harrison : Hammond B3
- Jon Paris : harmonica[1]

## Les titres
| 1.    | You Upset Me Baby     | Riley King, Joe Bihari          | B.B. King           | 3:35 |
| 2.    | Burning Hell          | John Lee Hooker, Bernard Besman | John Lee Hooker     | 6:49 |
| 3.    | Blues Deluxe          | Jeff Beck, Rod Stewart          | The Jeff Beck Group | 7:20 |
| 4.    | Man of Many Words     | Buddy Guy                       | Buddy Guy           | 4:10 |
| 5.    | Woke Up Dreaming      | Joe Bonamassa, Will Jennings    | Joe Bonamassa       | 2:51 |
| 6.    | I Don't Live Anywhere | Joe Bonamassa, Mike Himelstein  | Joe Bonamassa       | 3:41 |
| 7.    | Wild About You Baby   | Elmore James                    | Elmore James        | 3:39 |
| 8.    | Long Distance Blues   | Bernice Carter                  | T-Bone Walker       | 3:52 |
| 9.    | Pack It Up            | Gonzalez Chandler               | Freddie King        | 4:04 |
| 10.   | Left Overs            | Albert Collins                  | Albert Collins      | 3:23 |
| 11.   | Walking Blues         | Robert Johnson                  | Robert Johnson      | 4:29 |
| 12.   | Mumbling Word         | Joe Bonamassa, Mike Himelstein  | Joe Bonamassa       | 3:29 |
| 51:22 |                       |                                 |                     |      |